# 日本狗獾
日本狗獾（学名：Meles anakuma），一种分布于日本的哺乳动物，隶属于鼬科狗獾属（獾属）。原欧洲和亚洲所有的狗獾皆属于一个物种－狗獾（Meles meles），2002年俄罗斯研究人员根据阴茎骨形状不同将狗獾分为3个类群：欧洲狗獾（Meles meles）、亚洲狗獾（Meles leucurus）和日本狗獾。